# Khalid Lebhij
Khalid Lebhij (arab. ‏خالد لبهيج‎, ur. 27 września 1985 w Wadżdzie) – marokański piłkarz, grający jako środkowy pomocnik.

## Klub

### Początki
Zaczynał karierę w Mouloudii Wadżda, gdzie grał do 2009 roku. Następnie został zawodnikiem Wydad Casablanca.

### FUS Rabat
1 stycznia 2011 roku został zawodnikiem FUS Rabat.
W sezonie 2011/2012 (pierwszym w bazie Transfermarkt) zagrał 12 meczów i miał dwie asysty.

### Hassania Agadir
1 września 2012 roku został zawodnikiem Hassanii Agadir. W tym zespole zadebiutował 22 września 2012 roku w meczu przeciwko Difaâ El Jadida (1:1). Grał 72 minuty, został zmieniony przez Ismaila Agourrama. Pierwszego gola strzelił 11 listopada 2012 roku w meczu przeciwko Raja Casablanca (1:0). Do siatki trafił w 45. minucie z rzutu karnego. Pierwszą asystę zaliczył 19 lutego 2013 roku w meczu przeciwko FUS Rabat (wygrana 1:2). Asystował przy bramce Yacine'a El Bessatiego w 61. minucie. Łącznie zagrał 23 mecze, strzelił dwa gole i miał dwie asysty.

### Dalsza kariera
8 lipca 2013 roku został zawodnikiem Khaitan SC. Następnie, 14 lipca 2015 roku wrócił do Mouloudii Wadżda. Później odszedł z tego zespołu.